# Courant (Charente-Maritime)
Courant település Franciaországban, Charente-Maritime megyében. Lakosainak száma 442 fő (2022. január 1.). Courant Bernay-Saint-Martin, Landes, Lozay, Migré, Nachamps, Puyrolland és Essouvert községekkel határos.

## Népesség
A település népességének változása:
| Lakosok száma | 423  | 329  | 294  | 337  | 397  | 400  | 414  | 426  | 431  | 442  |
|               | 1968 | 1982 | 1990 | 2006 | 2013 | 2015 | 2017 | 2019 | 2020 | 2022 |